# Île Vesey Hamilton
L'île Vesey Hamilton (en anglais : Vesey Hamilton Island) est une île de l'archipel Arctique au Nunavut.

## Géographie
Elle est située au nord de l'île Melville dans le Hazen Strait (en). 

## Histoire
Elle porte le nom de Richard Vesey Hamilton qui l'a découverte le 7 juin 1853.